# Jacek Kalinowski
Jacek Kalinowski  (ur. 9 września 1953) – polski koszykarz, reprezentant Polski, trener koszykarski.

## Osiągnięcia
Klubowe
- 4-krotny mistrz Polski (1977, 1979, 1980, 1981)
- 4-krotny wicemistrz Polski (1972, 1978, 1987, 1988)
- 4-krotny brązowy medalista mistrzostw Polski (1973, 1974, 1982)
- 4-krotny zdobywca Pucharu Polski (1972, 1973, 1977, 1980)

Reprezentacja
- Uczestnik mistrzostw Europy (1973)

Trenerskie
- Wicemistrz Polski (1993)